# Église russe de Weimar

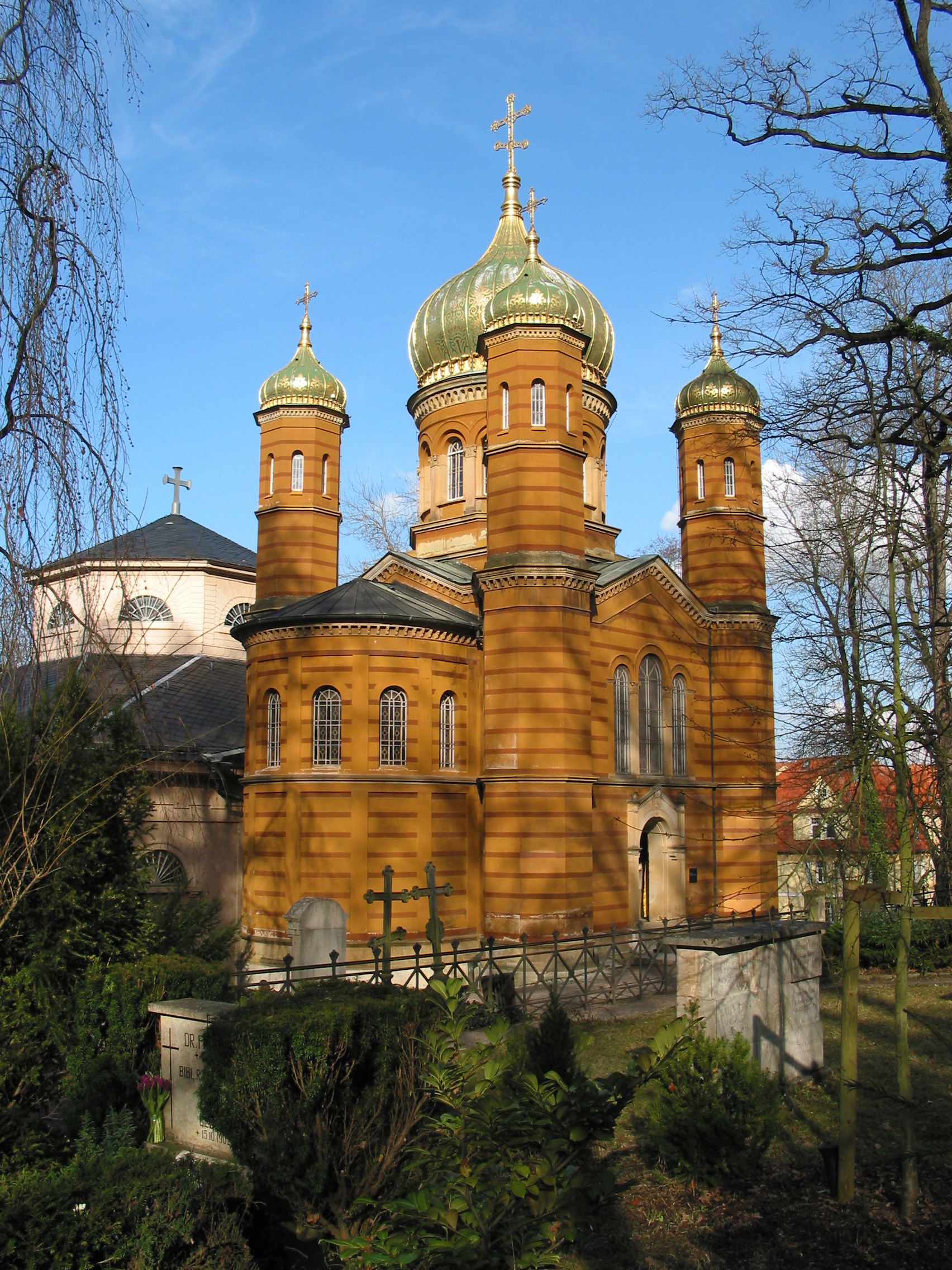
L'église orthodoxe près de l'ancien cimetière

50° 58′ 21,37″ N, 11° 19′ 32,41″ E
L'église Sainte-Marie-Madeleine est une église russe orthodoxe située près de l'ancien cimetière à Weimar en Thuringe. Elle est sous la juridiction du diocèse (éparchie pour les Orthodoxes) de Berlin, dépendant du Patriarcat de Moscou.

## Histoire
La première chapelle russe de Weimar a été construite en 1804 pour la grande-duchesse Marie Pavlovna, épouse du grand-duc de Saxe-Weimar et fille de l'empereur Paul Ier de Russie. Elle se situait dans une aile du château de Stein, puis une chapelle d'hiver est construite au second étage du château en 1835. Selon les dernières volontés de la grande-duchesse, enterrée selon le rite orthodoxe, une nouvelle église est construite après sa mort, vouée à sainte Marie-Madeleine. Elle est consacrée le 24 novembre (6 décembre) 1862.
L'église est fermée au début de la Première Guerre mondiale. Elle est rendue au culte orthodoxe le 2 septembre 1950 et devient de 1962 à 1982 une filiale de la paroisse russe orthodoxe de Dresde. Elle est restaurée en 1976.
L'église de style néo-byzantin mesure 11m sur 9m. Un monument funéraire dans la crypte rappelle la présence à Weimar de la grande-duchesse Marie.